# Partido de los Humanistas
El Partido de los Humanistas (en alemán: Partei der Humanisten) es un partido político alemán.
El partido surgió de un grupo de Facebook llamado "Iniciativa Humanismus" con más de 700 miembros. Un año después de la decisión de establecer un partido, el Partido de los Humanistas se fundó el 4 de octubre de 2014 en Berlín. El 21 de marzo de 2017, el Partido celebró una conferencia de prensa conjunta con el Partido Pirata de Alemania, los Demócratas Liberales, los Nuevos Liberales, el Partido Transhumano de Alemania y la organización juvenil de Die Linke para anunciar una "proclama socioliberal" y una  mejor cooperación entre las organizaciones participantes.
El partido ha participado en algunas elecciones estatales, y en las elecciones federales de 2017 obtuvo 5991 votos (0,0%). En las elecciones al Parlamento Europeo de 2019 obtuvo el 0,2%. 
En las elecciones federales de 2021 el partido mejoró levemente sus resultados, obteniendo el 0,1%.
Su presidenta  es Felicitas Klings y actualmente cuenta con aproximadamente 750 miembros.